# Liège-Bastogne-Liège 1927
La 17e édition de Liège-Bastogne-Liège a eu lieu le 10 avril 1927 et a été remportée par le Belge Maurice Raes. 
Un peloton de 21 ou 22 coureurs (suivant les sources) se présente à l'arrivée de cette dix-septième édition de la Doyenne. Le sprint est remporté par Maurice Raes. Les coureurs arrivés entre la sixième et la vingt-et-unième (ou vingt-deuxième) place n'ont pas pu être classés.  54 coureurs étaient au départ et 28 à l'arrivée.

## Classement
| n° | Coureur             | Équipe | Temps           |
| -- | ------------------- | ------ | --------------- |
| 1  | Maurice Raes        | -      | 8 h 15 min 39 s |
| 2  | Jean Hans           | -      | m.t.            |
| 3  | Joseph Siquet       | Wonder | m.t.            |
| 4  | Auguste Van Haelter | -      | m.t.            |
| 5  | Alexis Macar        | -      | m.t.            |